# Droga krajowa 49
Die Droga krajowa 49 (kurz DK49, pol. für ,Nationalstraße 49‘ bzw. ,Landesstraße 49‘) ist eine Landesstraße in Polen. Sie führt von Nowy Targ in südlicher Richtung über Bukowina Tatrzańska bis zum polnisch-slowakischen Grenzübergang bei Jurgów. Die Gesamtlänge beträgt 24,2 km.

## Geschichte
Mit der Reform der Nummerierung vom 9. Mai 2001 wurde die neue Landesstraße 49 auf dem heutigen Straßenverlauf eingerichtet. Zuvor war nach der Neuordnung des polnischen Straßennetzes im Jahr 1985 der Straßenverlauf als Landesstraße 97 ausgewiesen und parallel dazu die Strecke von Czarna Góra über Bukowina Tatrzańska und Łysa Polana bis zur Staatsgrenze mit der Slowakei als Landesstraße 960 kategorisiert.

## Wichtige Ortschaften entlang der Strecke
- Nowy Targ
- Gronków
- Groń
- Białka Tatrzańska
- Bukowina Tatrzańska
- Czarna Góra
- Jurgów